# Тизье, Жан-Жак
Жан-Жак Тизье́ (фр. Jean-Jacques Tizié; 7 сентября 1972, Абиджан) — ивуарийский футболист, вратарь.

## Клубная карьера
Перед тем, как начать профессиональную карьеру в футболе, Жан-Жак пробовал играл вратарем в гандбол.
Несмотря на то, что Тизье не выступал в европейских клубах, ему удалось провести довольно неплохую карьеру на африканском континенте. Перейдя в 2000 году в «Эсперанс», Тизье провел в клубе 6 сезонов, став пятикратным чемпионом Туниса и обладателем Кубка. После окончания карьеры в 2008 году работает в «Эсперанс» тренером вратарей.

## Карьера в сборной
За сборную Кот-д’Ивуара Тизье провел 83 матча, приняв участие в Кубке африканских наций 2000, Кубке африканских наций 2006 и Чемпионате мира 2006. Кот-д’Ивуар в 2006 году на Кубке африканских наций стал серебряным призёром турнира. Жан-Жак провёл все 6 матчей своей сборной. В финальном матче против сборной Египта в дополнительное время ему удалось отбить пенальти, однако в серии послематчевых пенальти египтяне оказались точнее.

## Достижения
Африка Спорт:
- Чемпион Кот-д’Ивуара: 1999

- Победитель Кубка обладателей кубков КАФ: 1999

 Эсперанс:
- Чемпион Туниса: 2000/01, 2001/02, 2002/03, 2003/04, 2005/06
- Обладатель Кубка Туниса: 2006